# Agim Meto
Agim Meto (ur. 2 lutego 1986 w Fierze) – albański piłkarz.